# かいらぎ

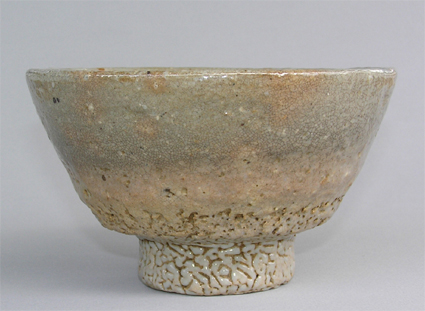
井戸茶碗。高台部分の縮れがかいらぎである

かいらぎ（「梅花皮」「梅華皮」とも書く）とは、井戸茶碗の 高台付近に焼き付けられた粒状、縮れ状の焼き物。刀剣の柄に巻くエイの皮を「梅花皮（かいらぎ）」と言い、その表面に似ていることから「かいらぎ」と呼ばれる、未だ謎多き焼き物。茶道具では茶碗は重要なものの一つだが、その茶碗の中でも古人が「一井戸、二楽、三唐津」と言った「井戸茶碗」の重要な見どころが「かいらぎ」だとされている。

## 概要
井戸茶碗（高麗茶碗の一種）の製作地は全く解明されていなかった。韓国説もあり日本国内説もあった。しかし、韓国慶尚南道の古窯跡で井戸茶碗らしき陶片が発見され、2000年、鎮海市で山口大学農学部の宇都宮宏が井戸茶碗の高台分部を採取し成分分析、2001年、韓国慶尚南道発展研究院歴史文化センター（鎮海市、現昌原市鎮海区）が調査、井戸茶碗の製作地は鎮海市熊東面洞里であることが判明した。この地では、李朝前期には刷毛目の粉青沙器や白磁が焼かれていた。井戸茶碗は日常雑器か祭器ではないかと言われていたが、韓国では完全な形の器が発見された場合は珍しい。祭器の所有者が死亡した場合には、器を砕いて地中に埋める風習だと推測される。(韓国の所蔵品)
井戸茶碗の名称は井戸覚弘 (戦国時代)からきている。
大井戸茶碗　銘　喜左衛門　　原色日本の美術　請来美術（陶芸）Ｐ90
高麗茶碗のうちでももっとも高名な茶碗、もと本多忠義が所有したところから本多井戸ともいわれる。いわゆる大井戸茶碗の代表作。高台脇から底裏まで　俗に「かいらぎ」と呼んでいる釉薬のちじれが不規則にあらあわれており、一部に釉の剥落もみられて、姿の強さをいっそうきわだったものにしている。かいらぎは釉薬に貝の灰をつかうためにおこるものとされているがこの茶碗ではそのあらわれ方がとくに激しく、変化に富んでいる。
釉薬
かいらぎ　の釉薬は「貝灰」を使うとあるが、鮫肌釉は「わら灰」（鮫肌釉の再現）を使うと言われている。

## 井戸茶碗の成分解析
山口大学農学部　宇都宮宏氏による井戸茶碗の成分解析
茨城県工業技術センターによる鮫肌釉の再現　2目的

## 鮫肌釉　大鮫釉 　粟田焼 　 五浦天心焼
かいらぎ　と似た様な焼き物に薩摩焼　鮫肌釉　大鮫釉　五浦天心焼がある。かいらぎ　と言う名前の由来からすると広範囲的な解釈をするなら　かいらぎ　に属する可能性もある。 茨城県工業技術センターの研究　鮫肌釉の再現　2.目的　で（栗田焼　薩摩焼鮫肌釉　五浦天心焼　井戸茶碗梅花皮）で縮れの難しさが想像できる。
かいらぎ　と鮫肌釉の違い
かいらぎ　は様々な縮れをしているが　鮫肌釉は全体に均一な縮れである。

## かいらぎ の進化
```
井戸茶碗は限られた期間だけ製作されたと思われていたがその後も進化していた様である。非常に謎の多い焼き物である。井戸茶碗の かいらぎは高台付近に焼き付けられている。それが希少価値になっているが器全体に焼き付けられ計算された様に　粒状　丸味　角ばったちじれが焼き付けられている。
```

かいらぎの起源
井戸茶碗の　かいらぎ　もいきなり出来た物ではない。その起源となる物があり進化して井戸茶碗が出来たのである。その起源と思われる焼き物には　かいらぎ　鮫肌釉状の縮れが見える。

## かいらぎ　起源　進化写真
かいらぎ　進化　不思議な釉薬

## 毫変盞 （ごうへんさん）
天目茶碗には曜変天目茶碗　油滴天目茶碗　等があるが　毫変盞（ごうへんさん）　と言われる物がある。古文書に書かれているが実物は見つかっていない。
単一の釉薬で二度かけはしていない。焼成技術により独特の仕上がりになっている。そのてんでは「かいらぎ」と同様に焼成技術の特殊技法があった様である。
「かいらぎ」　「毫変盞（ごうへんさん）」と同様特殊技法の焼き物